# Lijst van voetbalinterlands Israël - Taiwan
Deze lijst van voetbalinterlands is een overzicht van alle officiële voetbalwedstrijden tussen de nationale teams van Israël en Taiwan (Chinees Taipei). De landen hebben tot op heden zeven keer tegen elkaar gespeeld. De eerste ontmoeting, een wedstrijd tijdens de Aziatische Spelen 1958, werd gespeeld op 30 mei 1958 in Tokio (Japan). De laatste confrontatie, een kwalificatiewedstrijd voor de Olympische Zomerspelen 1988, was op 23 maart 1988 in Wellington (Nieuw-Zeeland).

## Wedstrijden
| № | Plaats     | Datum            | Competitie             | Wedstrijd               | Uitslag |
| - | ---------- | ---------------- | ---------------------- | ----------------------- | ------- |
| 1 | Tokio      | 30 mei 1958      | Aziatische Spelen 1958 | Taiwan − Israël         | 2 − 0   |
| 2 | Seoel      | 23 oktober 1960  | Azië Cup 1960          | Israël − Taiwan         | 1 − 0   |
| 3 | Teheran    | 17 mei 1968      | Azië Cup 1968          | Israël − Taiwan         | 4 − 1   |
| 4 | Tel Aviv   | 3 september 1985 | WK 1986 kwalificatie   | Israël − Chinees Taipei | 6 − 0   |
| 5 | Tel Aviv   | 8 september 1985 | WK 1986 kwalificatie   | Chinees Taipei − Israël | 0 − 5   |
| 6 | Sydney     | 13 maart 1988    | OS 1988 kwalificatie   | Israël − Chinees Taipei | 5 − 1   |
| 7 | Wellington | 23 maart 1988    | OS 1988 kwalificatie   | Chinees Taipei − Israël | 0 − 9   |

## Samenvatting
| Competitie        | Totaal gespeeld | Winst Israël | Gelijk | Winst Chinees Taipei | Doelsaldo Israël – Chinees Taipei |
| ----------------- | --------------- | ------------ | ------ | -------------------- | --------------------------------- |
| WK-kwalificatie   | 2               | 2            | 0      | 0                    | 11 − 0                            |
| Azië Cup          | 2               | 2            | 0      | 0                    | 5 − 1                             |
| Aziatische Spelen | 1               | 0            | 0      | 1                    | 0 − 2                             |
| OS-kwalificatie   | 2               | 2            | 0      | 0                    | 14 − 1                            |
| Totaal            | 7               | 6            | 0      | 1                    | 30 − 4                            |

IFA · A-internationals · Kwalificatiewedstrijden · Bondscoaches · Statistieken · Israëlisch vrouwenelftal · Olympisch elftal · Israël U21 · Israël U20 · Israël U19 · Israël U18 · Israël U17 · Israël U16
1934 – 1939 · 
1940 – 1949 · 
1950 – 1959 · 
1960 – 1969 · 
1970 – 1979 · 
1980 – 1989 · 
1990 – 1999 · 
2000 – 2009 · 
2010 – 2019 ·
2020 − 2029
WK 1970
1934 · 
1935–1937 · 
1938 · 
1939 · 
1948 · 
1941–1947 · 
1948 · 
1949 · 
1950 · 
1951–1952 · 
1953 · 
1954 · 
1955 · 
1956 · 
1957 · 
1958 · 
1959 · 
1960 · 
1961 · 
1962 · 
1963 · 
1964 · 
1965 · 
1966 · 
1967 · 
1968 · 
1969 · 
1970 · 
1971 · 
1972 · 
1973 · 
1974 · 
1975 · 
1976 · 
1977 · 
1978 · 
1979 · 
1980 · 
1981 · 
1982 · 
1983 · 
1984 · 
1985 · 
1986 · 
1987 · 
1988 · 
1989 · 
1990 · 
1991 · 
1992 · 
1993 · 
1994 · 
1995 · 
1996 · 
1997 · 
1998 · 
1999 · 
2000 · 
2001 · 
2002 · 
2003 · 
2004 · 
2005 · 
2006 · 
2007 · 
2008 · 
2009 · 
2010 · 
2011 · 
2012 · 
2013 · 
2014 · 
2015 ·
2016 ·
2017 ·
2018 ·
2019 ·
2020 ·
2021 ·
2022 ·
2023
Albanië · 
Andorra ·
Argentinië ·
Armenië ·
Australië ·
Azerbeidzjan ·
België ·
Bosnië en Herzegovina ·
Brazilië ·
Bulgarije ·
Chili ·
Colombia ·
Cyprus ·
Denemarken ·
Duitsland ·
Engeland ·
Estland ·
Ethiopië ·
Faeröer ·
Filipijnen ·
Finland ·
Frankrijk ·
Georgië ·
GOS ·
Griekenland ·
Guatemala ·
Honduras ·
Hongarije ·
Hongkong ·
Ierland ·
IJsland ·
India ·
Iran ·
Italië ·
Ivoorkust ·
Japan ·
Joegoslavië ·
Kosovo ·
Kroatië ·
Letland ·
Liechtenstein ·
Litouwen ·
Luxemburg ·
Maleisië ·
Malta ·
Mexico ·
Moldavië ·
Montenegro ·
Myanmar ·
Nederland ·
Nieuw-Zeeland ·
Noord-Ierland ·
Noord-Macedonië ·
Noorwegen ·
Oekraïne ·
Oezbekistan ·
Oostenrijk ·
Pakistan ·
Polen ·
Portugal ·
Roemenië ·
Rusland ·
San Marino ·
Schotland ·
Servië ·
Singapore ·
Slovenië ·
Slowakije ·
Sovjet-Unie ·
Spanje ·
Taiwan ·
Thailand ·
Tsjechië ·
Turkije ·
Uruguay ·
Verenigde Staten ·
Wales ·
Wit-Rusland ·
Zambia ·
Zuid-Afrika ·
Zuid-Korea ·
Zuid-Vietnam ·
Zweden ·
Zwitserland
CTFA ·
Bondscoaches ·
vrouwenvoetbalelftal ·
Topscorers
Afghanistan ·
Australië ·
Bahrein ·
Bangladesh ·
Brunei ·
Cambodja ·
Fiji ·
Filipijnen ·
Grenada ·
Guam ·
Hongkong ·
India ·
Indonesië ·
Irak ·
Iran ·
Israël ·
Japan ·
Jordanië ·
Kenia ·
Kirgizië ·
Koeweit ·
Laos ·
Macau ·
Maleisië ·
Mongolië ·
Myanmar ·
Nepal ·
Nieuw-Zeeland ·
Noord-Korea ·
Oezbekistan ·
Oman ·
Oost-Timor ·
Pakistan ·
Palestina ·
Panama ·
Saint Kitts en Nevis ·
Salomonseilanden ·
Saoedi-Arabië ·
Singapore ·
Sri Lanka ·
Syrië ·
Thailand ·
Trinidad en Tobago ·
Turkmenistan ·
Vietnam ·
Zuid-Korea ·
Zuid-Vietnam